# Wieniec adwentowy

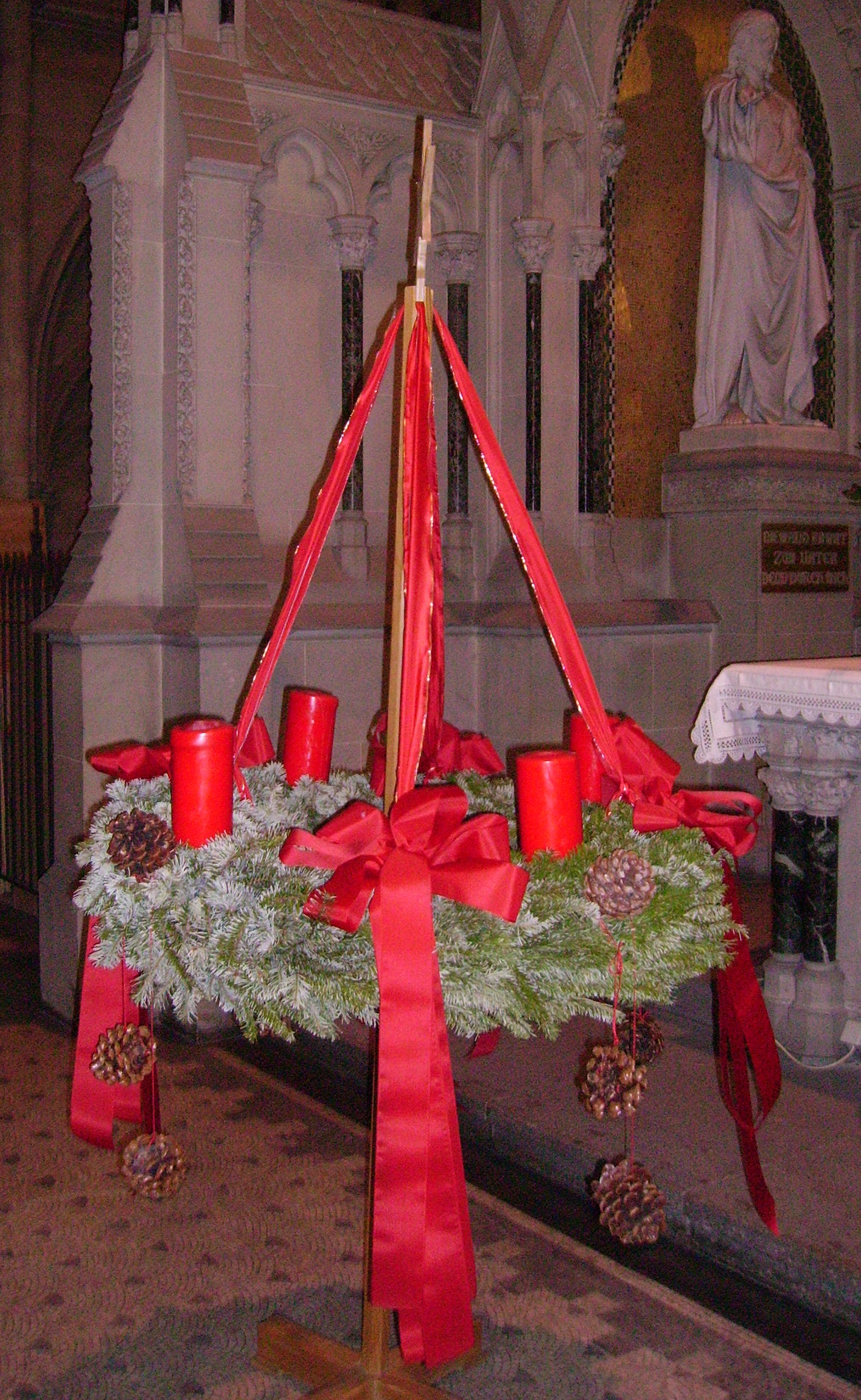
Wieniec adwentowy zawieszony na stojaku w kościele

Wieniec adwentowy – wieniec, stanowiący formę ludowej domowej pobożności, wykonany z gałązek drzewa iglastego z czterema świecami, które zapala się kolejno w każdą niedzielę adwentu.

## Pochodzenie zwyczaju

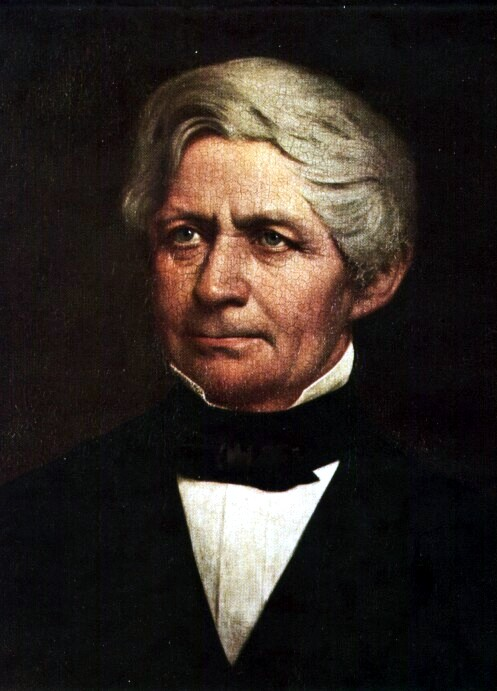
Johann Hinrich Wichern

### Korzenie chrześcijańskie
Nauczyciel ewangelicki i pastor, ks. Johann Hinrich Wichern, prowadzący w Hamburgu szkołę-przytułek dla sierot, chciał stworzyć rodzinną atmosferę. W I niedzielę adwentu w 1839 roku przyszedł mu do głowy pomysł, by wzbogacić wystrój świetlicy. Razem z wychowankami w I niedzielę adwentu zapalił pierwszą świecę adwentową umocowaną na drewnianym kole o średnicy 2 m, by wytworzyć nastrój skłaniający do modlitwy. Następne, mniejsze dwadzieścia cztery świece podopieczni zapalali każdego dnia do Wigilii, gromadząc się na wieczorny śpiew i modlitwę. Początkowo zielenią ozdabiano ściany. Z czasem drewniane koło przystrojono gałęziami jodły. W 1860 roku Wicherna przeniesiono do Berlina. Odchodząc zmniejszył liczbę świec do czterech.

### Korzenie pozachrześcijańskie
Niegdyś Germanie w czasie obrzędów pogańskich w środku zimy, zapalali ogień na kręgu wykonanym z gałęzi o zielonych liściach, który stanowił symbol słońca.
Zaś Żydzi podczas święta Chanuka zapalają kolejne świece na ośmioramiennym świeczniku.

### Rozpowszechnienie zwyczaju
Tradycja szybko przyjęła się w rodzinach ewangelickich na północy Niemiec. W latach 20. XX w. zwyczaj przyjął się wśród katolików. Pojawił się na terenach dzisiejszej Polski w 1925 roku. Najpierw zadomowił się we Wrocławiu. W Danii wieńce adwentowe rozpowszechniły się na początku lat 30. XX w.

## Praktykowanie zwyczaju

### Polska
Zwyczaj ubierania wieńca adwentowego kultywowany jest głównie w rodzinach ewangelickich, jednak coraz częściej zdarza się, że wieniec ubierają też katolicy.

#### Dawniej
Dawniej wieńce wykonywano własnoręcznie i z żywych gałązek. Na terenie Warmii i Mazur w I niedzielę adwentu robiono z choiny wianek i przystrajano czerwonymi wstążkami. Następnie umieszczano na nim świeczkę. Po czym zawieszano go pod sufitem. W każdą niedzielę dodawano świeczkę. Czasem wieniec adwentowy zdobiły wstążki różnych kolorów.

#### Współcześnie
Dziś w Polsce wieniec plecie się na kole drucianym o średnicy 20–40 cm przeważnie z gałązek szlachetnych drzew iglastych, tj.: świerk srebrzysty, jodła pospolita, daglezja zielona, sosna zwyczajna, ale także z liści laurowych, mahoniowych. Następnie umieszcza się cztery świece. Katolicy często dobierają świece w kolorystyce szat liturgicznych każdej niedzieli adwentu, czyli trzy świece fioletowe oraz jedna różowa, bądź koloru czerwonego jako wyrażenie radości oczekiwania na Mesjasza.
Wieniec umieszcza się na wstążkach pod sufitem w domach oraz kościołach, bądź ustawia na widocznym miejscu, np.: na tacy na stole. Rodzina gromadzi się w każdy wieczór niedzieli adwentowej na modlitwę, zapalając przy zgaszonym świetle kolejne świece. Świece są zapalane w czasie modlitwy, wspólnych posiłków i spotkań.
W Wigilię zapala się wszystkie świece. Coraz częściej w wiązance umieszcza się wtedy świecę Wigilijnego Dzieła Pomocy Dzieciom – wspólnego przedsięwzięcia chrześcijańskich organizacji charytatywnych Caritas, Diakonii i Eleos.
W niektórych katolickich parafiach, w sobotni wieczór lub poranek I niedzieli adwentu, wieńce adwentowe są święcone i pobłogosławione.
Zwyczaj ten nie jest znany w Kościołach ewangelickich.

### Za granicą

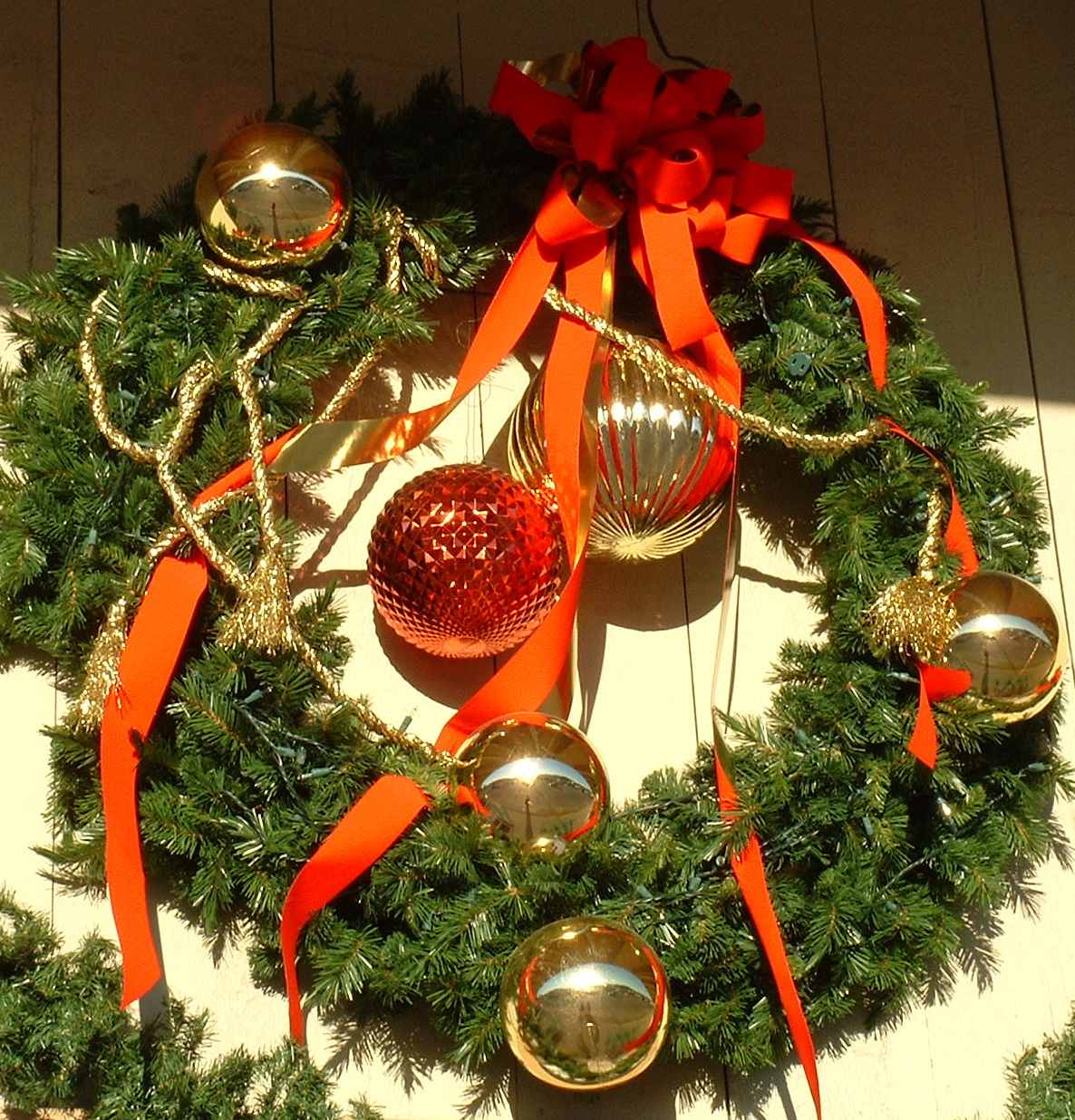
Wieniec ozdobiony bombkami

W tradycji anglosaskiej jeden wieniec zawiesza się na drzwiach domostwa, natomiast drugi umieszcza się w pomieszczeniu spożywania posiłków.
W Danii wieniec wykonuje się z gałązek świerkowych i białych świeczek. Jest dekorowany czerwonymi owocami i wstążkami oraz szyszkami świerku. Na przełomie wieku umieszczano jedną świecę, ale uległo to zmianie pod wpływem napływu trendów z Niemiec i Austrii.
W Niemczech wieniec jest także ozdabiany małymi bombkami. W kościele zapalenie wieńca jest dokonywane w uroczysty sposób. Czyni to konkretna grupa przedstawicieli parafian, np.: młodzież, bądź członkowie chóru. W Bawarii wieniec zdobi się czerwonymi wstążkami, jabłkami i szyszkami sosny.
W Alzacji do wykonania wieńca używa się świerku srebrzystego.

## Symbolika
Zapalanie świec oznacza czuwanie i gotowość na przyjście Chrystusa. Wiąże się to ze słowami Chrystusa, który określał siebie mianem "światłości świata". I świeca symbolizuje przebaczenie przez Boga nieposłuszeństwa Adama i Ewy wobec Niego. Świeca zapalana w II niedzielę adwentu stanowi symbol wiary patriarchów Narodu Izraelskiego jako wdzięczność za dar Ziemi Obiecanej. III z kolei świeca odnosi się do radości króla Dawida, który celebruje przymierze z Bogiem. Zaś ostatnia świeca symbolizuje nauczanie proroków, głoszących przyjście Mesjasza. W Wigilię Bożego Narodzenia wszystkie palące się świece stanowią symbol bliskości "przyjścia" Jezusa. Światło świec w wieńcu oznacza nadzieję. Zieleń stanowi symbol trwającego życia. Natomiast kształt kręgu symbolizuje wieczność Boga, który nie ma początku ani końca, oraz wieczność życia Chrystusa. Zaś całościowo wieniec adwentowy jest symbolem wyczekującego w miłości i radości Ludu Bożego. Stanowi także symbol zwycięstwa i godności królewskiej. Jest formą hołdu dla oczekiwanego Chrystusa jako zwycięzcy, króla i wybawiciela.